# Magnum opus
Magnum opus är en latinsk term, som betyder 'det stora verket' och åsyftar en persons främsta verk.
En synonym term är franskans chef-d'œuvre, 'huvudverk', som av NE definieras som: "(främsta) mästerverk av viss konstnär, riktning e.d."
Exempelvis är Miguel de Cervantes magnum opus romanen Don Quijote och[källa behövs] Picassos är målningen Guernica.